# Stazione meteorologica di Sassofeltrio
La stazione meteorologica di Sassofeltrio è stata la stazione meteorologica di riferimento per il Servizio Meteorologico dell'Aeronautica Militare e per l'Organizzazione Meteorologica Mondiale relativa alla località di Sassofeltrio, nell'area collinare del Montefeltro. Sorge sul sito dove, nella seconda metà del XV secolo, vi era la Rocca del Sasso di Monte Feltro.

## Storia
La stazione meteorologica venne istituita nel 1939 e ufficialmente inaugurata nel 1940 come stazione di seconda classe per l'assistenza alla navigazione aerea per il Servizio Meteorologico dell'Aeronautica Militare, con operatività tra le ore 3 e le ore 18.
Tra l'8 settembre 1943 e il 25 novembre 1944 la stazione meteorologica sospese temporaneamente le proprie attività a causa degli eventi della seconda guerra mondiale.
Il 30 giugno 1975 la stazione cessò l'emissione dei METAR, per poi essere definitivamente dismessa il 30 ottobre 1975.

## Caratteristiche
La stazione meteorologica si trovava nell'Italia centrale, nelle Marche, in provincia di Pesaro e Urbino, nel comune di Sassofeltrio, a 468 metri s.l.m. e alle coordinate geografiche 43°53′31.69″N 12°30′38.23″E.
La sua ubicazione era presso un edificio di proprietà comunale.

## Dati climatologici 1951-1980
In base alla media del periodo 1951-1980, non dissimile a quella del trentennio di riferimento climatico 1961-1990 ed effettivamente elaborata dal 1951 al 1975, la temperatura media del mese più freddo, gennaio, si attesta a +3,2 °C; quella dei mesi più caldi, luglio e agosto, è di +22,2 °C.
| Sassofeltrio (1951-1980) | Mesi | Mesi | Mesi | Mesi | Mesi | Mesi | Mesi | Mesi | Mesi | Mesi | Mesi | Mesi | Stagioni | Stagioni | Stagioni | Stagioni | Anno |
| Sassofeltrio (1951-1980) | Gen  | Feb  | Mar  | Apr  | Mag  | Giu  | Lug  | Ago  | Set  | Ott  | Nov  | Dic  | Inv      | Pri      | Est      | Aut      | Anno |
| ------------------------ | ---- | ---- | ---- | ---- | ---- | ---- | ---- | ---- | ---- | ---- | ---- | ---- | -------- | -------- | -------- | -------- | ---- |
| T. max. media (°C)       | 5,6  | 7,8  | 9,9  | 14,3 | 19,3 | 23,4 | 26,4 | 26,3 | 22,4 | 16,4 | 11,5 | 7,5  | 7,0      | 14,5     | 25,4     | 16,8     | 15,9 |
| T. min. media (°C)       | 0,7  | 1,9  | 4,0  | 7,3  | 11,4 | 15,3 | 17,9 | 18,0 | 15,1 | 10,5 | 6,1  | 2,3  | 1,6      | 7,6      | 17,1     | 10,6     | 9,2  |